# Миявська Рудава
Миявська Рудава (словац. Myjavská Rudava) — річка в Словаччині, ліва притока Мияви, протікає в окрузі Сениця.
Довжина — 14 км.
Витікає з Борської низовини біля села Прєвали на висоті 210 метрів. Біля села Петрова Вес споруджено однойменне водосховище.
Впадає у Мияву біля Загір'я на висоті 185.5. метра.